# Переулок джина
«Переулок джина» — гравюра Уильяма Хогарта, созданная в дни так называемой «лондонской джиномании» в 1751 году.
Как и сопутствующая ей «Пивная улица», гравюра кажется однозначным предупреждением против ужасов джиномании. Однако, многие комментаторы утверждали, что в гравюрах Хогарта есть некоторое двойственное отношение. Эссеист-романтик Чарлз Лэм описал гравюру как «возвышенную».